# Bundesarbeitsgruppe Kleinsäuger
Die Bundesarbeitsgruppe Kleinsäuger e. V. (BAG) ist ein gemeinnütziger Verein zur Vernetzung von Zoologischen Gärten, wissenschaftlichen Instituten und engagierten Privathaltern zur Haltung, Zucht und dem Schutz von Kleinsäugern. Sie wurde 1992 als Nachfolgeorganisation der seit 1979 in der DDR bestehenden „Zoologischen Arbeitsgruppe Kleinsäuger“ gegründet.
Die BAG Kleinsäuger hat ca. 250 Mitglieder und ca. 50 Kooperationspartner wie Zoologische Gärten und Wissenschaftliche Institute. Jährlich führt die Organisation drei Veranstaltungen durch, traditionsgemäß die fachübergreifenden Frühjahrs- und Herbsttagungen sowie seit 2022 die fachspezifische Tagung für arterhaltende Primatenzucht.
Innerhalb der BAG Kleinsäuger gibt es mehrere Fachgruppen zur Forschung und Zucht verschiedener Artengruppen:
- Fachgruppe Rennmäuse
- Fachgruppe Mulle
- Fachgruppe Hamster
- Fachgruppe Primaten

Jährlich werden drei Ausgaben der ELIOMYS, dem Verbandsjournal der Bundesarbeitsgruppe Kleinsäuger, publiziert. Bis 2024 wurde das Magazin über den Schüling-Buchkurier Münster vertrieben. Seither besteht eine Kooperation mit dem Angst&Schrecken Verlag, über welchen alle Ausgaben seit 2010 erhältlich sind.
Die Bundesarbeitsgruppe Kleinsäuger ist Mitgliedsverband im Bundesverband für fachgerechten Natur-, Tier- und Artenschutz e. V. (BNA).

## Artenschutz
- Die Fachgruppe Hamster der Bundesarbeitsgruppe Kleinsäuger pflegt einen reinen Zuchtstamm des Syrischen Goldhamsters. Es handelt sich dabei um Tiere, die ursprünglich in der Region Aleppo gefangen und von der Universität Halle importiert sowie lange Jahre zu Forschungszwecken gezüchtet wurden[5][6]. Während diese Art in ihrer domestizierten Form weit verbreitet ist, gilt die vom Aussterben bedrohte Wildform von Mesocricetus auratus als zoologische Rarität. Bei den Beständen dieses Zuchtprojektes handelt es sich um die einzige ex-situ Population der Art weltweit. Öffentliche zoologische Einrichtungen, die in Kooperation mit den BAG-Mitgliedern Tiere zu Schau- und Zuchtzwecken erhalten haben, sind der Tiergarten Schönebeck sowie der Zoo Skaerup in Dänemark[7].
- Die Bundesarbeitsgruppe Kleinsäuger unterstützt mit jährlichen Beiträgen verschiedene in-situ Artenschutzprojekte[8]. Hierzu gehören Projekte der Zoologischen Gesellschaft für Arten- und Populationsschutz sowie der Artenschutzstiftung des Karlsruher Zoos.

## Politisches Engagement
- Im Jahr September 2023 unterzeichnete die Bundesarbeitsgruppe gemeinsam mit zahlreichen anderen Tierhalter- und Zooverbänden einen offenen Brief an die EU-Kommission, um eine Ausnahmeregelung für die Benutzung von bestimmten Leuchtmitteln zu erwirken. Diese seien in der Tierhaltung unabkömmlich, um Tierwohl und ex-situ Artenschutz sicherzustellen.[9]